# Rhyssa ponderosae
Rhyssa ponderosae är en stekelart som beskrevs av Henry Keith Townes, Jr. 1960. Rhyssa ponderosae ingår i släktet Rhyssa och familjen brokparasitsteklar. Inga underarter finns listade i Catalogue of Life.